# Fahretofter Westerkoog
Der Fahretofter Westerkoog ist ein Koog in der Gemeinde Dagebüll zwischen dem Osewoldter Koog und dem Hauke-Haien-Koog. Der Koog umfasst seit seiner Eindeichung im Jahre 1988 eine Fläche von circa 55 ha, die von Wasserflächen und kleinen Inseln geprägt ist. Das Gebiet ist Teil des Vogelschutzgebiets nach der Ramsar-Konvention „Wattenmeer und angrenzende Küstengebiete (EGV DE 0916-491)“. Zu den hier vorkommenden Arten gehören Schwarzhalstaucher, Zwergsäger, Singschwan sowie die in Deutschland vom Aussterben bedrohte Trauerseeschwalbe.